# Wieds zwartpluimpenseelaapje
Wieds zwartpluimpenseelaapje (Callithrix kuhlii) is een zoogdier uit de familie van de klauwaapjes (Callitrichidae). De wetenschappelijke naam van de soort werd in 1985 gepubliceerd door Adelmar Faria Coimbra-Filho.

## Voorkomen
De soort komt voor in het Atlantisch Woud van Brazilië, in de deelstaten Bahia en Minas Gerais.